# Maria Berkan-Jabłońska
Maria Katarzyna Berkan-Jabłońska (ur. 1970) – polska historyczka literatury, profesor Uniwersytetu Łódzkiego.

## Życiorys
W 1994 roku ukończyła studia magisterskie w dziedzinie filologii polskiej na Wydziale Filologicznym Uniwersytetu Łódzkiego. Doktoryzowała się w 2003 roku na podstawie pracy Od małych mistrzów do Francisa Bacona… Odwołania do sztuk plastycznych w twórczości Zbigniewa Herberta i Tadeusza Różewicza, której promotorem był prof. Jerzy Poradecki. Dwa lata później rozpoczęła pracę na stanowisku adiunkta w katedrze Literatury i Tradycji Romantyzmu UŁ. W 2016 roku uzyskała habilitację na macierzystej uczelni, na podstawie pracy Arystokratka i biedermeier. Rzecz o Gabrieli z Güntherów Puzyninie (1815–1869). Jest członkinią Interdyscyplinarnego Centrum Badań Humanistycznych UŁ.
W 2016 roku została członkinią Komisji Badań Genetycznych i Dokumentacyjnych nad Literaturą łódzkiego oddziału Polskiej Akademii Nauk. W tym samym roku objęła funkcję przewodniczącego łódzkiego oddziału Towarzystwa Literackiego im. Adama Mickiewicza.
Jest zastępcą redaktor naczelnej czasopisma naukowego „Czytanie Literatury. Łódzkie Studia Literaturoznawcze”. Zasiadała w redakcji od początku istnienia periodyku.
Jej obszarem zainteresowania jest literatura dziewiętnastowieczna, a w szczególności historia kobiecego pisania; interesuje się także literaturą popularną tego okresu. W twórczości badawczej zajmuje się również polskim romantyzmem i biedermeierem oraz odbiorem literatury polskiej za granicą.

## Publikacje książkowe
- 2008: Wizje sztuki w twórczości Zbigniewa Herberta, Wydawnictwo Uniwersytetu Łódzkiego, Łódź[7]
- 2015: Arystokratka i biedermeier. Rzecz o Gabrieli z Güntherów Puzyninie (1815–1869), Wydawnictwo Uniwersytetu Łódzkiego, Łódź[1]
- 2019: Weredyczki, sawantki, marzycielki, damy... W kręgu kobiecego romantyzmu. Studia i szkice z kultury literackiej kobiet okresu międzypowstaniowego, Wydawnictwo Uniwersytetu Łódzkiego, Łódź[8]

### redakcja naukowa
- 2008: Mickiewicz wielu pokoleń twórców, badaczy i czytelników (red. wraz z K. Ratajską)[7]
- 2012: Przygody romantycznego „ja”. Idee – strategie twórcze – rezonanse[7]